# إدوارد ذو الأيدي المقصات
إدوارد ذو الأيدي المقصات (بالإنجليزية: Edward Scissorhands)‏ هو فيلم رومانسي وفانتازيا مظلمة تم إنتاجه في الولايات المتحدة وصدر في سنة 1990. الفيلم من إخراج تيم برتون.

## بطولة
- جوني ديب
- وينونا رايدر
- أنتوني مايكل هال
- آلان آركين

## الميزانية والإيرادات
بلغت تكلفة إنتاج الفيلم حوالي 20 مليون دولار بينما حقق أرباحا تقدر بـ 86,024,005 دولار.

## وصلات خارجية
- إدوارد ذو الأيدي المقصات على موقع IMDb (الإنجليزية)
- إدوارد ذو الأيدي المقصات على موقع ميتاكريتيك (الإنجليزية)
- إدوارد ذو الأيدي المقصات على موقع الموسوعة البريطانية (الإنجليزية)
- إدوارد ذو الأيدي المقصات على موقع روتن توميتوز (الإنجليزية)
- إدوارد ذو الأيدي المقصات على موقع نتفليكس (الإنجليزية)
- إدوارد ذو الأيدي المقصات على موقع قاعدة بيانات الأفلام العربية
- إدوارد ذو الأيدي المقصات على موقع ألو سيني (الفرنسية)
- إدوارد ذو الأيدي المقصات على موقع Turner Classic Movies (الإنجليزية)
- إدوارد ذو الأيدي المقصات على موقع أول موفي (الإنجليزية)
- إدوارد ذو الأيدي المقصات على موقع بوكس أوفيس موجو (الإنجليزية)

1. 1 2  وصلة مرجع: http://www.imdb.com/title/tt0099487/. الوصول: 3 مايو 2016.
2. 1 2 3 4  وصلة مرجع: http://www.metacritic.com/movie/edward-scissorhands. الوصول: 3 مايو 2016.
3. 1 2 3  وصلة مرجع: http://www.filmaffinity.com/en/film827774.html. الوصول: 3 مايو 2016.
4. ↑  وصلة مرجع: https://www.theringer.com/movies/2020/12/14/22173289/edward-scissorhands-neighborhood-florida-how-they-made-it. الوصول: 25 أبريل 2024.
5. 1 2 3 4 5 6 7 8 9 10 11 12 13  وصلة مرجع: http://www.cinematografo.it/cinedatabase/film/edward-mani-di-forbice/27035/. الوصول: 3 مايو 2016.
6. 1 2 3  وصلة مرجع: http://www.allocine.fr/film/fichefilm_gen_cfilm=27624.html. الوصول: 3 مايو 2016.
7. 1 2  وصلة مرجع: http://stopklatka.pl/film/edward-nozycoreki. الوصول: 3 مايو 2016.
8. 1 2 3 4 5 6 7 8 9 10 11  وصلة مرجع: http://www.imdb.com/title/tt0099487/fullcredits. الوصول: 3 مايو 2016.
9. 1 2 3 4 5  مذكور في: قاعدة بيانات الأفلام التشيكية السلوفاكية. لغة العمل أو لغة الاسم: التشيكية. تاريخ النشر: 2001.
10. ↑  "معلومات عن إدوارد ذو الأيدي المقصاتعلى موقع sratim.co.il". sratim.co.il. مؤرشف من الأصل في 2019-09-10.
11. ↑  "معلومات عن إدوارد ذو الأيدي المقصاتعلى موقع cinematografo.it". cinematografo.it. مؤرشف من الأصل في 2012-05-17.
12. ↑  "معلومات عن إدوارد ذو الأيدي المقصاتعلى موقع kinenote.com". kinenote.com. مؤرشف من الأصل في 2019-09-10.